# Echagüe (familia)
La familia Echagüe de Argentina tiene un origen vasco-navarro, con ramas radicadas en América del Sur desde la segunda mitad del siglo XVII. 

## Origen en Artajona
Juan Pascual de Echagüe y Andía fue bautizado en Artajona, Navarra (España), en 1615. Heredó de su padre –Andrés Echagüe y Andía- el señorío de la casa de Echagüe, y de su madre –Leonor de Andía y Arbeiza- el de la casa de Andía.
Este Juan Pascual Echagüe y Andía tuvo por hijos, los tres bautizados en Artajona, a Andrés, quien le sucedió como señor de las casas de Echagüe y Andía, a Juan Francisco Pascual, quien es la cabeza de la familia en la República Argentina, y a José, quien se radicó en Antioquia, ciudad hoy de Colombia, donde tuvo descendencia.

## El origen de la rama argentina
Juan Francisco Pascual se avecindó en la ciudad de Santa Fe, que por entonces integraba el Virreinato del Perú, donde ejerció de regidor, alcalde, corregidor, teniente de gobernador y justicia mayor. En 1683 contrajo matrimonio con María Márquez Montiel, señora criolla descendiente de los primeros conquistadores, destacándose entre ellos Hernán Mejía de Mirabal. Sus descendientes ejercieron cargos de relevancia en la Santa Fe virreinal. Así, su hijo Melchor comandó la expedición al Río Negro contra los portugueses, y otro, Francisco Javier, ocupó los máximos cargos del cabildo local; de este último descienden los Echagüe argentinos, ya que Melchor falleció soltero.
Años más tarde, otro Melchor, seguramente hijo de Francisco Javier, contrae matrimonio con María Isabel Maziel o Maciel. En los registros de bautismos de Santa Fe podemos encontrar al menos cinco bautizos de hijos legítimos de este matrimonio: María Josefa, María Mercedes (24/09/1766), María Manuela (30/06/1774), Gregorio (14/03/1780) y Narciso (16/12/1772).
La familia se integró a un núcleo social restringido, vinculado además por lazos de sangre, que se apropió del poder económico y político local y conservó ese poder hasta mediados del siglo XX, desplazando de la preeminencia a las familias de los antiguos vecinos descendientes de los conquistadores. Este núcleo lo integraron las familias Fernández Montiel, Vera Mujica, Maciel, y otras pocas más.
Ya en el siglo XVIII, y a todo lo largo del mismo, el clan pasa por un proceso de concentración del poder en menos manos y se restringe a las familias Echagüe y Andía, Vera Mujica, y Maciel.
Francisco Javier de Echagüe y Andía contrajo matrimonio con Josefa Gaete, descendiente de los conquistadores y primeros vecinos de Buenos Aires y de la Asunción, hoy Paraguay, destacándose entre ellos Domingo Martínez de Irala.
Entre los descendientes de este matrimonio destacamos a:
- Francisco Javier, quien se radicó en Perú, firmante del Acta de la Independencia del Perú, benemérito de la Orden del Sol, instaurada por el general José de San Martín.
- Pedro Antonio, gobernador de la Provincia de Santa Fe (1906-1910)
- Francisca Javiera, casada con Gabriel de Lassaga, suegros de Juan Francisco Seguí.
- Gregorio Echague Maciel, militar, Ministro de Guerra subrogante en Chile

Diego Pascual 
Diego Aurelio Pascual, economista argentina. 